# カリエル・スール国際空港
カリエル・スール国際空港（カリエル・スールこくさいくうこう）はチリのコンセプシオンにある国際空港。市街地の8ｋｍ北に位置している。また、アルトゥーロ・メリノ・ベニテス国際空港の代替空港としての機能も持ち、アルトゥーロ・メリノ・ベニテス空港が天候の理由などで閉鎖されると、ダイバートした国際線が到着することがある。

## 歴史
コンセプシオン近郊に空港を建設する計画は1954年にさかのぼる。建設が始まったのは1960年5月22日の地震の直後で、チリの南中部地域と国の他の地域を結ぶ近代的な空港の建設が不可欠になったため、工事が急がれた。そして、1968年1月3日に一般公開された。

## 就航路線
| 航空会社             | 就航地 |
| -------------------- | --- |
| ジェットスマート航空 | アントファガスタ、アリカ、バルマセダ、カラマ、イキケ、サンティアゴ、プエルトモント、プンタ・アレーナス、サンティアゴ |
| LATAM チリ           | アントファガスタ、プンタ・アレーナス、サンティアゴ                                                                   |
| スカイ航空           | アントファガスタ、カラマ、プンタ・アレーナス、サンティアゴ                                                           |